# Daniel Petru Funeriu
Daniel Petru Funeriu (ur. 11 kwietnia 1971 w Aradzie) – rumuński inżynier i polityk, w latach 2008–2009 poseł do Parlamentu Europejskiego, minister edukacji.

## Życiorys
Od 1988 kształcił się we Francji, gdzie ukończył szkołę średnią w Strasburgu, studiował następnie chemię. W 1995 uzyskał dyplom DEA na Uniwersytecie Ludwika Pasteura, a w 1999 na tej samej uczelni obronił doktorat. Pracował jako wykładowca akademicki i naukowiec, m.in. w Stanach Zjednoczonych i Japonii.
W listopadzie 2007 z ramienia Partii Liberalno-Demokratycznej bez powodzenia kandydował do Parlamentu Europejskiego. Mandat europosła objął w grudniu 2008, należąc już do Partii Demokratyczno-Liberalnej, współtworzonej przez swoje dotychczasowe ugrupowanie. Był członkiem grupy chadeckiej oraz Komisji Kultury i Edukacji. W PE zasiadał do lipca 2009.
Powrócił następnie do pracy naukowej na Uniwersytecie Technicznym w Monachium. W grudniu 2009 został ministrem edukacji, badań naukowych, młodzieży i sportu w rządzie, na czele którego stanął Emil Boc. Urząd ten sprawował do lutego 2012. Był doradcą prezydenta Traiana Băsescu, dołączył do założonej przez niego Partii Ruchu Ludowego.
Kandydował na urząd prezydenta w wyborach w 2025, otrzymując w pierwszej turze głosowania 0,5% głosów.